# Cratere Hermann

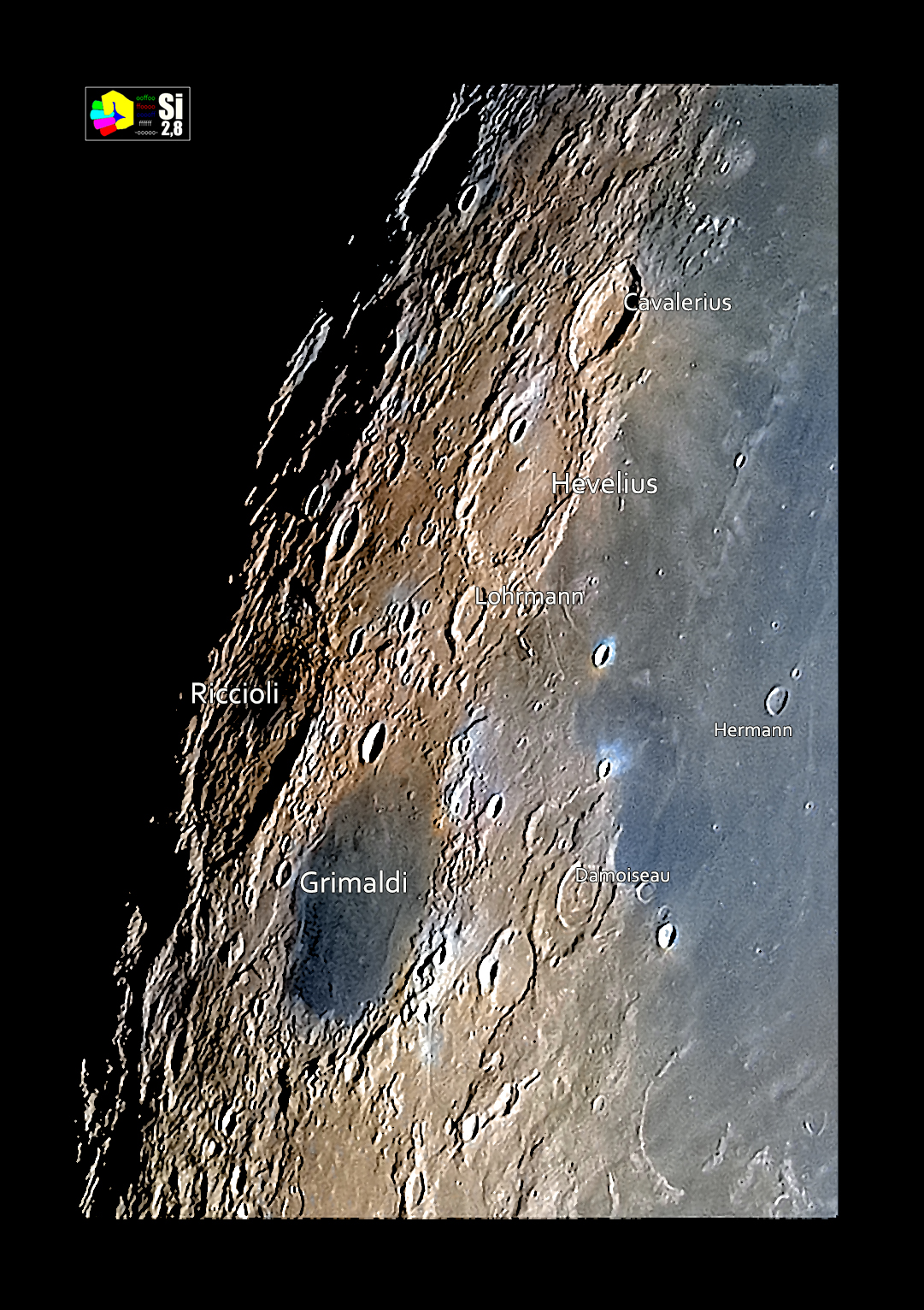
L'area del cratere in formato selenocromatico. Vedi anche:

Hermann è un cratere lunare di 15,92 km situato nella parte sud-occidentale della faccia visibile della Luna.
Il cratere è dedicato al matematico svizzero Jakob Hermann.

## Crateri correlati
Alcuni crateri minori situati in prossimità di Hermann sono convenzionalmente identificati, sulle mappe lunari, attraverso una lettera associata al nome.
| Hermann | Coordinate           | Diametro (in km) |
| ------- | -------------------- | ---------------- |
| A       | 0°24′00″N 58°16′12″W | 4,08             |
| B       | 0°19′48″S 57°15′00″W | 5,84             |
| C       | 0°09′36″S 60°40′12″W | 3,39             |
| D       | 2°19′12″S 54°07′48″W | 3,2              |
| E       | 0°11′24″N 52°02′24″W | 3,66             |
| F       | 1°18′00″N 55°36′36″W | 4,99             |
| H       | 0°52′12″N 61°55′48″W | 4,23             |
| J       | 2°36′00″N 57°31′48″W | 3,85             |
| K       | 2°25′48″N 58°21′36″W | 2,73             |
| L       | 2°26′24″N 59°13′48″W | 2,81             |
| R       | 0°33′00″N 55°47′24″W | 2,39             |
| S       | 0°56′24″N 55°36′36″W | 3,9              |